# Лідихівська сільська рада (Кременецький район)
Лі́дихівська сільська́ ра́да — адміністративно-територіальна одиниця та орган місцевого самоврядування у Кременецькому районі Тернопільської області. Адміністративний центр — село Лідихів.

## Загальні відомості
- Територія ради: 35,13 км²
- Населення ради: 2 372 особи (станом на 2001 рік)

## Населені пункти
Сільській раді підпорядковані населені пункти:
- с. Лідихів

## Склад ради
Рада складалася з 16 депутатів та голови.
- Голова ради: Горбаль Микола Васильович
- Секретар ради: Степанюк Людмила Вікторівна

### Керівний склад попередніх скликань
| Прізвище, ім'я, по батькові | Основні відомості                                                          | Дата обрання | Дата звільнення |
| --------------------------- | -------------------------------------------------------------------------- | ------------ | --------------- |
| Хороший Руслан Васильович   | Сільський голова, 1970 року народження, член Соціалістичної партії України | 26.03.2006   | 31.10.2010      |
| Горбаль Микола Васильович   | Сільський голова, 1963 року народження, освіта вища, безпартійний          | 31.10.2010   |                 |

Примітка: таблиця складена за даними сайту Верховної Ради України

### Депутати
За результатами місцевих виборів 2010 року депутатами ради стали:

#### За суб'єктами висування
| Суб'єкт висування            | Кількість обраних депутатів | %    |
| ---------------------------- | --------------------------- | ---- |
| Самовисування                | 11                          | 68,8 |
| Народна партія               | 4                           | 25   |
| Соціалістична партія України | 1                           | 6,3  |

#### За округами
| № округу                     | Прізвище, ім'я, по батькові   | Дата визнання обраним | Освіта  | Партійна приналежність             | Відомості про обраного депутата                      |
| ---------------------------- | ----------------------------- | --------------------- | ------- | ---------------------------------- | ---------------------------------------------------- |
| Народна Партія               |                               |                       |         |                                    |                                                      |
| 1                            | Присяжнюк Микола Іванович     | 10.11.2010            | середня | член Народної партії               | СТОВ"Лідихівське", комірник                          |
| 3                            | Дубинюк Людмила Іванівна      | 10.11.2010            | вища    | член Народної партії               | тимчасово не працює                                  |
| 9                            | Полєха Пилип Іванович         | 10.11.2010            | середня | член Народної партії               | Кременецьке лісництво, лісник                        |
| 15                           | Бернацька Тетяна Дмитрівна    | 10.11.2010            | вища    | член Народної партії               | Лідихівська с/р, землевпорядник                      |
| Соціалістична партія України |                               |                       |         |                                    |                                                      |
| 6                            | Батюх Василь Іванович         | 10.11.2010            | вища    | член Соціалістичної партії України | тимчасово не працює                                  |
| Самовисування                |                               |                       |         |                                    |                                                      |
| 2                            | Лисак Петро Іванович          | 10.11.2010            | середня | позапартійний                      | Кременець молоко, робітник                           |
| 4                            | Бомко Василь Антонович        | 10.11.2010            | вища    | позапартійний                      | Лідихівська загальноосвітня школа, вчитель           |
| 5                            | Бомко Олександр Антонович     | 10.11.2010            | вища    | позапартійний                      | тимчасово не працює                                  |
| 7                            | Молінський Іван Федорович     | 10.11.2010            | вища    | позапартійний                      | СТОВ"Лідихівське"                                    |
| 8                            | Чорнобай Тетяна Петрівна      | 10.11.2010            | вища    | позапартійна                       | СТОВ"Лідихівське", бухгалтер                         |
| 10                           | Хороший Віктор Андрійович     | 10.11.2010            | середня | позапартійний                      | тимчасово не працює                                  |
| 11                           | Степанюк Людмила Вікторівна   | 10.11.2010            | вища    | позапартійна                       | ТФПАПКБ "Приватбанк ", експерт ОКЦ                   |
| 12                           | Камінська Валентина Дмитрівна | 10.11.2010            | вища    | позапартійна                       | КременецьЦПЗ ТДУДППЗ"Укрпошта", начальник відділення |
| 13                           | Бернацький Олександр Іванович | 10.11.2010            | вища    | позапартійний                      | Кременецький держкомзем, інспектор                   |
| 14                           | Бондар Галина Іванівна        | 10.11.2010            | вища    | позапартійна                       | Лідихівська с/р, секретар                            |
| 16                           | Дячок Алла Миколаївна         | 10.11.2010            | вища    | позапартійна                       | СТОВ"Лідихівське", агроном                           |